# Della Penna Motorsports
Della Penna Motorsports est une écurie de sport automobile américaine. Elle est fondée en 1990 et disparaît en 2000.

## Histoire
John Della Penna, est un ancien pilote argentin ayant roulé en Atlantic Championship, antichambre du CART. Il fonde son écurie en 1990, autour du pilote américain Jimmy Vasser, et lui permet d'être sacré vice-champion avec sept victoires en dix-huit courses entre 1990 et 1991. Après la promotion de Vasser en CART, l'écurie se retire du sport automobile pendant deux années, en attendant un nouveau pilote à soutenir.
En 1994, Della Penna Motorsports fait se retour en Atlantic Championship avec Richie Hearn. Vice-champion en 1994, Richie Hearn est sacré champion en 1995, finissant toutes les courses dans le top 5. En 1996, Della Penna passe aux championnats supérieurs, en participant à plusieurs courses d'Indy Racing League et de CART. Troisième des 500 miles d'Indianapolis en 1997, il remporte sa première course à Las Vegas. 
À partir de 1997, l'équipe s'engage à plein temps en CART mais ne trouve pas le même succès, malgré la signature d'importants partenaires comme Budweiser ou Fujifilm. En 1999, l'écurie effectue un rapprochement technique avec le motoriste Toyota, mais n'arrive pas à améliorer ses résultats sportifs. De 1997 à 1999, Hearn et Della Penna finissent seulement à trois reprises dans le top 6, mais ne montent jamais sur le podium.
En 2000, le pilote emblématique de l'équipe Richie Hearn part en Indy Racing League et est remplacé par Norberto Fontana. Remplacé à mi-saison par Memo Gidley, son meilleur résultat est une sixième place. À la fin de la saison 2000, Toyota annonce quitter Della Penna, laissant l'équipe sans motoriste pour la saison 2001. John Della Penna décide de fermer son équipe définitivement peu après. Les infrastructures et les biens de l'équipe sont revendus à Blair Racing. 

## Résultats en compétition automobile

### Atlantic Championship
| Saison | Châssis       | Moteur       | Pilotes                   | Grands Prix disputés | Victoires | Pole positions | Podiums | Points inscrits | Classement  |
| ------ | ------------- | ------------ | ------------------------- | -------------------- | --------- | -------------- | ------- | --------------- | ----------- |
| 1990   | Swift DB-4    | Toyota 4A-GE | Jimmy Vasser              | 5/10                 | 1         | 2              | 1       | 20              | 21e         |
| 1991   | Swift DB-4    | Toyota 4A-GE | Jimmy Vasser Jamie Galles | 13/13                | 6 0       | 8 1            | 7 2     | 153 76          | 2e 9e       |
| 1994   | Ralt RT-40/41 | Toyota 4A-GE | Richie Hearn Clint Mears  | 11/11 4/11           | 4 0       | 4 0            | 7 0     | 160 35          | 2e 11e      |
| 1995   | Ralt RT-40/41 | Toyota 4A-GE | Richie Hearn Clint Mears  | 11/11                | 3 0       | 5 0            | 10 0    | 201 66          | Champion 9e |

### Indy Racing League
| Saison    | Châssis     | Moteur           | Pilotes                       | Grands Prix disputés | Victoires | Pole positions | Meilleurs tours | Podiums | Points inscrits | Classement |
| --------- | ----------- | ---------------- | ----------------------------- | -------------------- | --------- | -------------- | --------------- | ------- | --------------- | ---------- |
| 1996      | Reynard 95i | Ford-Cosworth V8 | Richie Hearn Scott Harrington | 3/3 1/3              | 0         | 0              | 0               | 1 0     | 237 20          | 4e 31e     |
| 1996-1997 | Reynard 95i | Ford-Cosworth V8 | Richie Hearn                  | 2/10                 | 1         | 1              | 1               | 1       | 59              | 20e        |

### CART
| Saison | Châssis                     | Moteur           | Pneus | Pilotes                                   | Grands Prix disputés | Victoires | Pole positions | Meilleurs tours | Podiums | Points inscrits | Classement  |
| ------ | --------------------------- | ---------------- | ----- | ----------------------------------------- | -------------------- | --------- | -------------- | --------------- | ------- | --------------- | ----------- |
| 1996   | Reynard 95i                 | Ford-Cosworth V8 | G     | Richie Hearn                              | 3/16                 | 0         | 0              | 0               | 0       | 3               | 29e         |
| 1997   | Lola T97/00                 | Ford-Cosworth V8 | G     | Richie Hearn                              | 17/17                | 0         | 0              | 0               | 0       | 10              | 21e         |
| 1998   | Swift 009.c Swift 007.i     | Ford-Cosworth V8 | F     | Richie Hearn Hideshi Matsuda              | 19/19 1/19           | 0         | 0              | 0               | 0       | 47 0            | 16e 34e     |
| 1999   | Swift 010.c Reynard 98i/99i | Toyota RV8D/E V8 | F     | Richie Hearn                              | 20/20                | 0         | 0              | 0               | 0       | 26              | 22e         |
| 2000   | Reynard 2Ki                 | Toyota RV8D/E V8 | F     | Norberto Fontana Memo Gidley Jason Bright | 10/20 9/20 1/20      | 0         | 0              | 0               | 0       | 2 20 0          | 28e 20e 31e |